# Kevon Lambert
Kevon Jamar Lambert (ur. 22 marca 1997 w Lionel Town) – jamajski piłkarz występujący na pozycji defensywnego lub środkowego pomocnika, reprezentant Jamajki, od 2024 roku zawodnik amerykańskiego San Antonio FC.